# Maggy de Coster
Pour les articles homonymes, voir De Coster.
Maggy de Coster, née en Haïti le 23 avril 1962, est une journaliste française, poétesse, et directrice de la revue poétique et littéraire du Manoir des Poètes.

## Biographie
De son vrai nom Margareth Lizaire, elle est née en avril 1966 à Jérémie. Installée à Paris, elle s'y forme au journalisme, tout en se consacrant à l'écriture. Elle est aussi titulaire d'un D.E.A de Sociologie du droit et Relations Sociales.
traductrice, poète, nouvelliste et romancière, membre de l’Association des femmes journalistes (AFJ), Maggy De Coster a été journaliste à Radio Soleil et correspondante de l'hebdomadaire Haïti en Marche. Elle a également collaboré à d'autres périodiques.
Elle dirige le Manoir des Poètes, une revue semestrielle à vocation poétique, culturelle et littéraire, qu'elle a fondée en 2000 ainsi que l'association de même nom,.
Elle est rédactrice et membre du Comité scientifique de la revue féministe Le Pan Poétique des Muses.
Elle est également Sociétaire de la Société des gens de lettres et membre du PEN club français.
Elle a signé ses œuvres tout d'abord sous son nom de naissance, comme Nuits d’assaut publié dès 1981 aux par la maison d'édition haïtienne Choucoune, puis sous le nom de Margareth Lizaire De Coster, pour finalement signer  sous Maggy De Coster à partir de 1994. Elle a plus de vingt-cinq ouvrages à son actif et a obtenu plusieurs prix en France et en Italie, tel le premier Prix de Poésie de la Academia Internazionale Il Convivio, en Sicile en 2003.
Certains de ses ouvrages ont été publiés en version bilingue français - espagnol et la problématique de cette auto-traduction a été en 2015 et en 2017, le sujet de trois mémoires de fin d’étude à l' Université de Cagliari (Département de philologie, littérature et linguistique) sous la direction des professeurs Mario Selvaggio et Claudia Canu,,.

## Publications
- Nuit d'assaut, poésie, (Ed. Choucoune, 1981)
- Ondes Vives, poésie, (Ed. Choucoune, 1987)
- Rêves et Folie, poésie, (Ed. Saint-Germain-des-Prés, 1994)
- Analyse du discours de presse, essai, (Ed. Choucoune, 1996)
- Mémoires inachevés d'une île moribonde, poésie, (Ed. Nouvelle Pléiade, 1998)
- Itinéraire interrompu d'une jeune femme journaliste, autobiographie, (Ed. des Écrivains, 1998) aperçu
- La Tramontane des Soupirs ou le siège des marées, poésie, (Ed. New Legend, 2002)
- Un élan d'innocence, poésie pour enfants, (Ed. Le Manoir des poètes, 2004)
- Petites histoires pour des nuits merveilleuses, contes pour enfants, (Ed. Le Manoir des poètes, 2004)
- Les Vendanges Vespérales, poésie, (Ed. Silex / Nouvelles du Sud, 2005)
- Le chant des villes, anthologie de poésie, (Ed. Dianoïa, 2006)
- Comme une aubade, poésie, (Éditions du Cygne, 2007)
- Le Chant de Soledad, roman, (Éditions du Cygne, 2007)
- Le Journalisme expliqué aux non-initiés, essai pédagogique, (Ed. L'Harmattan, 2007) aperçu
- Germaine Loisy-Lafaille ou la vie incroyable d'une comédienne, (Éditions du Cygne, 2008)
- Avant l'aube / Antes que despunte el alba, poésie bilingue français / espagnol, (Ed. L'Harmattan, 2010) aperçu
- Doux Ramages Pour Petits Diablotins, poésie pour enfants, (Ed. L'Harmattan, 2010) aperçu
- Le sémaphore du temps, poésie, (Éditions de la Lune Bleue, 2010)
- Entre éclair et pénombre / Entre relámpago y penumbras, poésie bilingue français / espagnol, (Ed. L'Harmattan, 2014)
- Zorica Sentic, Une Poète Dans Les Etoiles, (Ed. Le Manoir des poètes, 2014)
- In-Version Poétique / In-Versione Poetica, poésie bilingue français / italien, (Edizioni Universitarie Romane, 2015) aperçu
- Dolci Cinguettii Per Adorabili Diavoletti, poésie pour enfants bilingue français / italien, (Edizioni Universitarie Romane, 2015) aperçu
- Il Misterio Del Bosco Di Richebourg (E Altre Storie), contes pour enfants bilingue français / italien, (Edizioni Universitarie Romane, 2015) aperçu
- Les versets simplifiés du soleil levant, poésie, (Éditions du Cygne, 2016) aperçu recension
- Et cette fois face au Potomac / Yesta vez frente al rio Potomac, roman bilingue français / espagnol, (Éditions du Cygne, 2018)
- Déclinaison du verbe, poésie, (Éditions Unicité, 2018) aperçu
- Antes que despunte el alba / Avant l'aube / Prima che spunti l'alba, poésie trilingue français / espagnol / italien, (Edizioni Universitarie Romane, 2018) aperçu
- Ce que le grand doit au petit, dialogue de mots avec Eduardo Caveri, (Éditions du Cygne, 2019) aperçu
- A fleur de mots, poésie, (Éditions du Cygne, 2021) recension

Anthologies dirigées par Maggy De Coster
- Le chant des villes - Anthologie du Manoir des Poètes, préface de Michel Bénard, avec les contributions de 51 auteurs dont Claude Ber, Denise Bernhardt, Georges Friedenkraft, Louis-Philippe Dalembert, Jeannine Dion-Guérin, ... (Editions Dianoia, 2006), 154 pages
- Fenêtre ouverte / Ventana abierta - Anthologie de poésie bilingue français-espagnol, préface de Paul-Bernard Sabourin, avec les contributions de 46 auteurs dont Max Alhau, Denise Bernhardt, Rome Deguergue, Jeannine Dion-Guérin, Giovanni Dotoli, Suzanne Dracius, Claude Luezior, Pedro Vianna, ... (Editions Idem, 2017), 334 pages

## Distinctions
- Premier Prix de Poésie de L'Académie Internationale "Il Convivio", Sicile, 2003[1] pour Mémoires inachevés d'une île moribonde
- Diplôme avec mention et Médaille de Vermeil de L'Académie Internationale de Lutèce, Paris, 2004 pour La Tramontane des Soupirs ou le siège des marées[1]
- Diplôme et Médaille d'Argent de L'Académie Internationale de Lutèce, Paris, 2005 pour Le Chant de Soledad
- 2e Prix de la Ville de Nice, 2005 pour Les Vendanges Vespérales[1]
- Diplôme et Médaille de Vermeil de L'Académie Internationale de Lutèce, Paris, 2006 pour Itinéraire interrompu d'une jeune femme journaliste